# Ivajlo Kirov
Ivajlo Kirov (en bulgare : Ивайло Киров), né le 16 février 1947, à Sofia, en Bulgarie et décédé le 26 février 2010, est un ancien joueur bulgare de basket-ball.